# Roger Moeremans d'Emaüs
Louis Roger Moeremans d'Emaüs (né le 12 juin 1890 à Dilbeek, mort le 19 mars 1975 à Namur) est un cavalier belge de concours complet.
En 1920, lui et son cheval Sweet Girl remportent la médaille de bronze de l'épreuve par équipe, après avoir terminé quatrième de la compétition individuelle. Il finit septième du final individuel.

## Source, notes et références
1. ↑  Roger Moeremans d'Emaüs sur olympedia.org

- (en) Cet article est partiellement ou en totalité issu de l’article de Wikipédia en anglais intitulé « Roger Moeremans d'Emaüs » (voir la liste des auteurs).